# Comusia cheesmanae
Comusia cheesmanae là một loài bọ cánh cứng trong họ Cerambycidae.